# Scrophularia lijiangensis
Scrophularia lijiangensis är en flenörtsväxtart som beskrevs av Takasi Takashi Yamazaki. Scrophularia lijiangensis ingår i släktet flenörter, och familjen flenörtsväxter. Inga underarter finns listade i Catalogue of Life.